# Norman Sheil
Norman Sheil (Liverpool, 22 de octubre de 1932-Niagara-on-the-Lake, Canadá; 25 de octubre de 2018) fue un deportista británico que compitió en ciclismo en la modalidad de pista. Ganó tres medallas en el Campeonato Mundial de Ciclismo en Pista entre los años 1954 y 1958.

## Medallero internacional
| Campeonato Mundial | Campeonato Mundial | Campeonato Mundial | Campeonato Mundial         |
| Año                | Lugar              | Medalla            | Competición                |
| ------------------ | ------------------ | ------------------ | -------------------------- |
| 1954               | Colonia (RFA)      | Medalla de bronce  | Persecución individual (A) |
| 1955               | Milán (Italia)     | Medalla de oro     | Persecución individual (A) |
| 1958               | París (Francia)    | Medalla de oro     | Persecución individual (A) |